# 舒曼计划

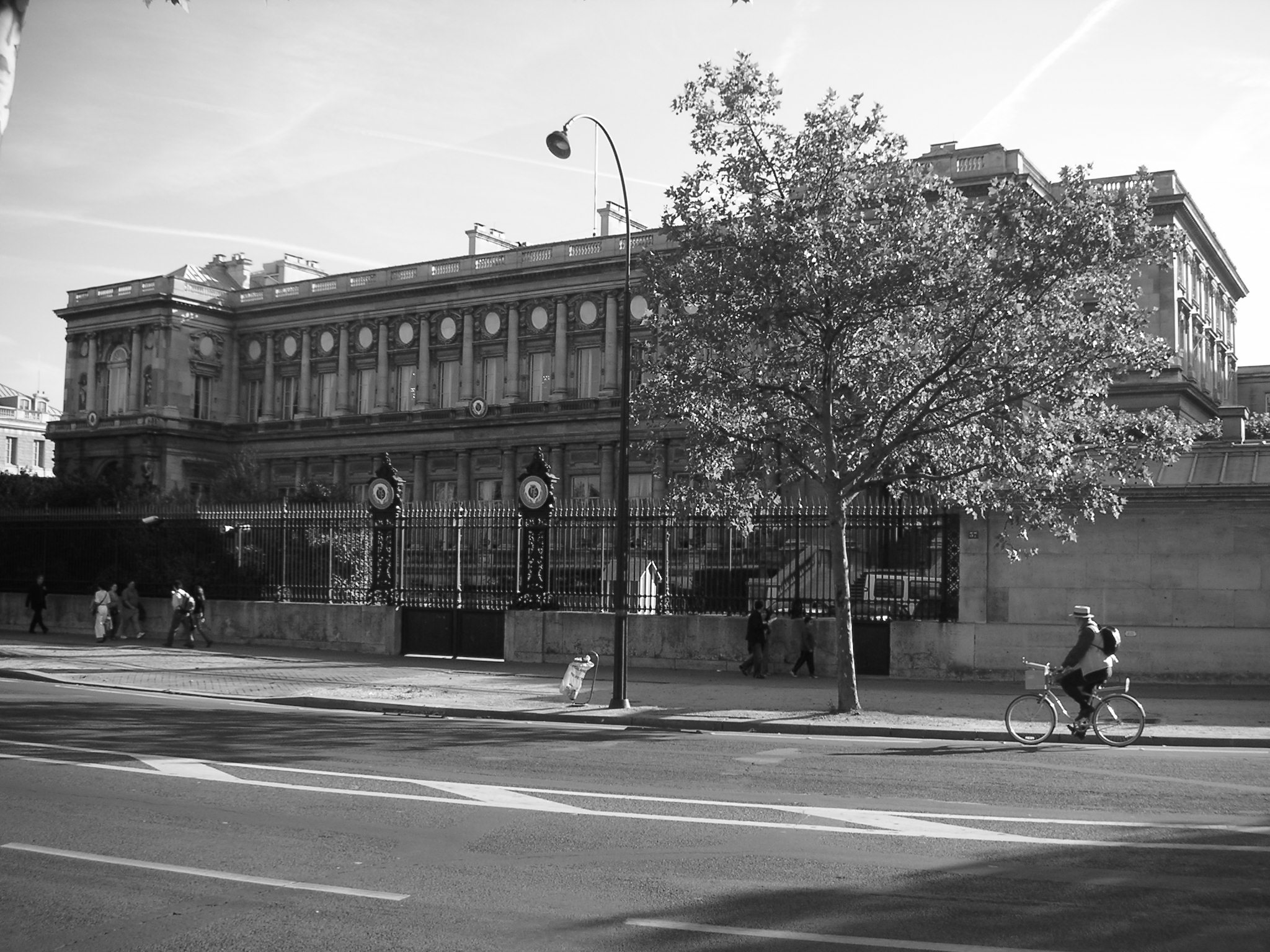
奥赛码头，法国外交部驻地

舒曼計劃，又稱舒曼宣言，是1950年5月9日法国外交部部长罗贝尔·舒曼在法国外交部驻地奥赛码头时钟沙龙（Salon de l'Horloge）的记者招待会上公布的计划。在这个计划中他建议将德国与法国的煤和钢铁生产融合到一起：
“法国政府建议设立一个共同的高级公署（Haute Autorité）来管理法国和德国的煤和钢铁的生产。其它欧洲国家也可以参加这个机构的组织。”

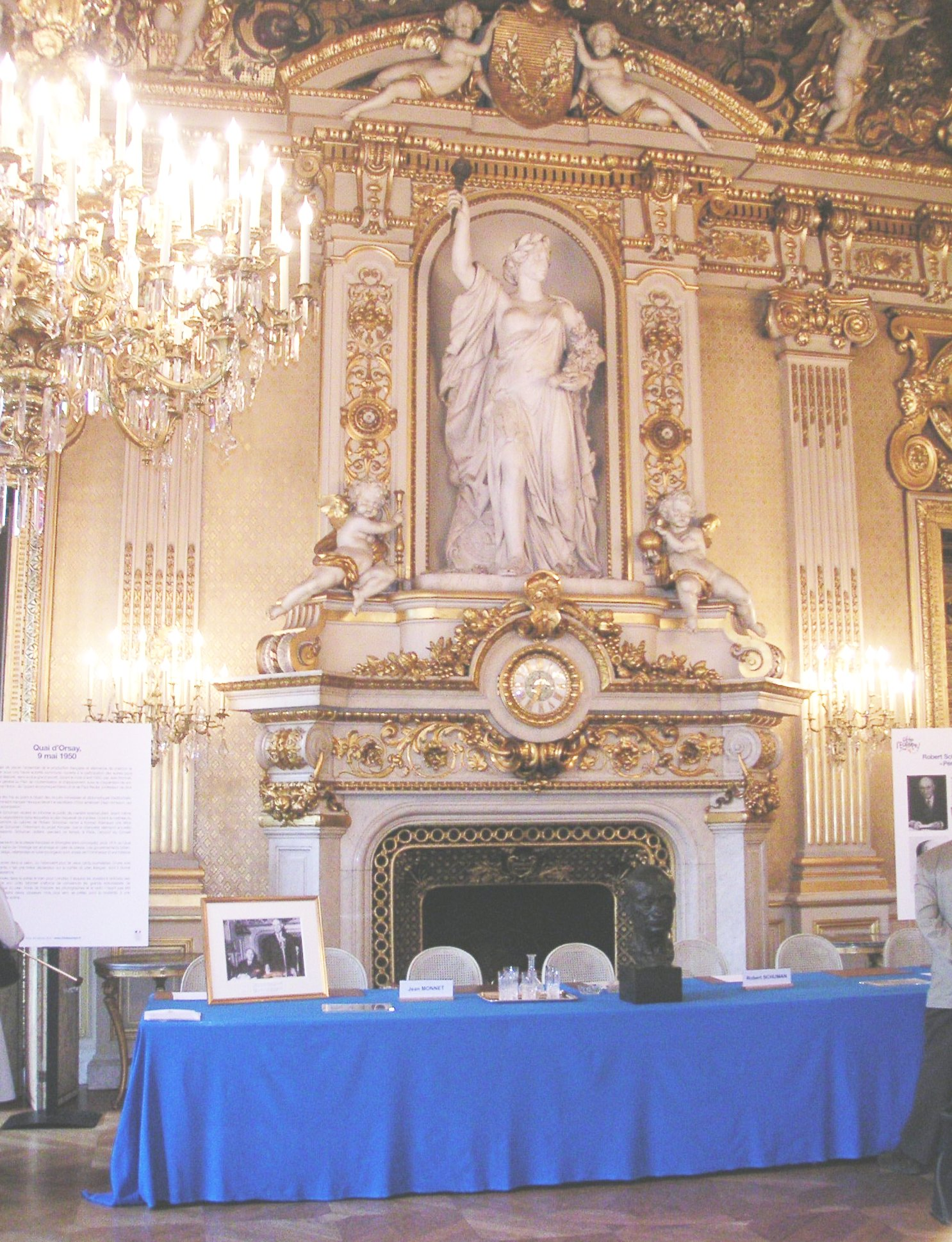
时钟沙龙

舒曼計劃是法国外交部非常保密的一份文件，它是由让·莫内为首写出来的。只有德国总理康拉德·阿登纳在文件被公布前数小时内被知会，阿登纳立刻表示同意。
该高级公署的迫切任务包括：
- 生产现代化，提高品質
- 向法国、德国和其它参加国的市场以同條件提供煤和鋼鐵
- 共同向其它国家出口
- 改善这些工人的生活條件

舒曼在美国、英国和法国外交部长共同在英國伦敦举行会议商讨新的欧洲政策策略前数天内公布了舒曼计划，虽然在此前其它国家的政治家不知道这个计划的存在，但是在伦敦会议上它成为讨论最多的文件。

## 背景
由于冷战的加剧，法国政府认识到它无法阻止德国再武装，也无法阻止德国政府获得其主权。同时西德的经济发展也使法国无法继续限制德国的煤和钢铁工业的发展。而法国本身也对德国的这些资源感兴趣，因此法国政府改变了它一直以來的压抑政策，轉而提出这个合作政策来协调两国之间在重要资源上的合作，避免过去彼此间的竞争和不信任。

## 后来的发展
1951年4月18日簽訂的巴黎條約是基于舒曼計劃制定的，根據本條約成立歐洲煤鋼共同體。让·莫内也是煤钢共同体的首任主席（1952年至1955年）。1967年欧洲煤钢共同体和欧洲经济共同体以及歐洲原子能共同體按照合并条约合并为欧洲共同体。